# Williamsburg (Nowy Meksyk)
Williamsburg – wieś w Stanach Zjednoczonych, w stanie Nowy Meksyk, w hrabstwie Sierra.